# ウエスタンワイオミング・コミュニティーカレッジ
ウエスタンワイオミング・コミュニティーカレッジ（英称：Western Wyoming Community College）は、アメリカ合衆国、ワイオミング州のロック・スプリングスに位置するコミュニティ・カレッジである。

## キャンパス
基本的に1階建ての建物が横に長く続くキャンパスである。各教室は日本の小中学校と同様の大きさでおおよそ30人程度で授業が行われている。

## 学生食堂
セルフサービス方式の学生食堂がキャンパス内にある。名称はミッチェル。通常主食は3種類に別れ、日替わりのメニュー、ハンバーガーやポテトなどのジャンクフードとサンドウィッチである。月曜から金曜にかけて3食、土曜日は昼と夜の2食、日曜日は夜の1食、祝日等は休みのため食事は出されない。

## 図書館

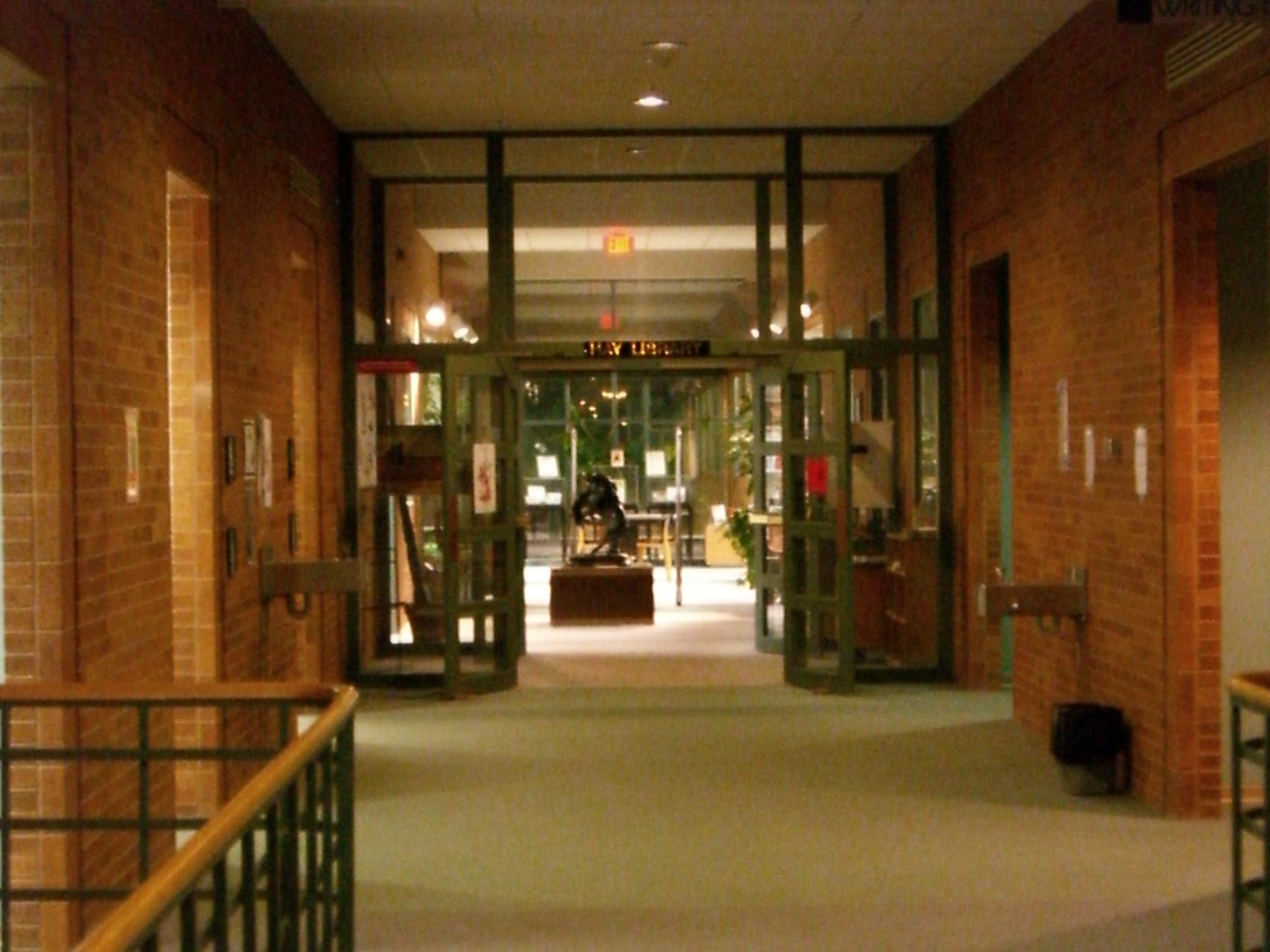
図書館前

大学のキャンパス内の2階に図書館が位置する。本の貸し出し以外に個別の部屋をいくつも有し、生徒は静かな環境で勉強できるようになっている。また、通常夜の10時まで開いている。
図書以外に各ビデオアーカイブや地図、雑誌の貸し出しや、コンピュータでのインターネット使用やレポート作成などもできる環境が整っている。

## 学生寮
大学の横に学生寮が位置する。学生寮は各種5つに別れ、それぞれ Rocky1, Rocky2 などの名称で呼ばれている。原則として2人で住む部屋と4人部屋のアパートメントタイプの2つがある。アパートメントタイプには各部屋にバスルームとキッチンが付く。2人部屋のタイプの場合1つは隣と共用してバスルームを使用するタイプと各部屋ごとにバスルームが付くタイプの2種類がある。
各部屋ごとにインターネット(DSL)が備え付けられているため学生は24時間インターネットに接続することが可能。アパートメントタイプの部屋はDSLの差込口がないため無線LANでの接続になっている。
また学生寮の中にコンピュータ室があり、学生であれば自由に使用することができる。

## 学生寮の運営
学生寮の運営は原則選ばれた生徒によって管理、運営されている。彼らは通常RAと呼ばれ各階ごとに1人のRAが担当し、定期的に各部屋のチェックを行ったり火事などの緊急時に生徒を誘導する仕事を行っている。RAの待遇として原則1人で1部屋を使用することが許されている。